# Estação Bom Juá
A Estação Bom Juá é uma das estações do Metrô de Salvador, situada em Salvador na região de Bom Juá e que beneficia também os bairros da Fazenda Grande do Retiro, São Caetano, Calabetão, Mata Escura, Arraial do Retiro, Barreiras e São Gonçalo — todos às margens da BR-324. É uma das estações que integram a Linha 1 do sistema, no chamado "tramo 2" dessa linha (Acesso Norte ↔ Pirajá).
Foi inaugurada em 23 de abril de 2015.

## Características
A estação tem 5 150 metros quadrados de área construída em elevado. Possui duas plataformas laterais de embarque/desembarque. O bicicletário tem capacidade para 78 bicicletas.